# Chonburi (stad)
Chonburi (Thais: ชลบุรี) Chon Buri is hoofdstad van de provincie Chonburi en het district Chonburi en ligt ongeveer 70 km ten zuidoosten van Bangkok.